# Governo generale delle Steppe
     Oblast' di Akmolinsk
     Oblast' di Semipalatinsk
     Oblast' di Semireč'e

Possedimenti russi dell'Asia centrale all'inizio del XX secolo:
Oblast' di Akmolinsk
Oblast' di Semipalatinsk
Oblast' di Semireč'e

Il Governo generale delle Steppe, o Territorio della Steppe, (in russo Степное генерал-губернаторство?) era un governatorato generale dell'Impero russo, dal 1882 al 1918. Si trovava sul territorio dell'odierno Kazakistan orientale, così come in alcune parti della Russia e del Kirghizistan attuali. Il centro amministrativo era la città di Omsk.

## Storia
Il Governo generale delle Steppe fu istituito con decreto personale conferito al Senato direttivo (come parte delle oblast' di Akmola e Semipalatinsk).
Il Governatorato fu costituito nel 1882 su iniziativa del Ministro della Guerra Pyotr Vannovsky in relazione alla necessità di unire i territori dell'Impero russo confinanti con la Cina in un unico governatorato. Con la formazione governo delle Steppe fu abolito il Governo generale della Siberia occidentale, da cui furono trasferite le regioni (oblast') di Akmola e Semipalatinsk. La terza regione che divenne parte del nuovo governatore generale fu Semireč'e, che in precedenza era subordinata al governatore generale del Turkestan.
Il governatore generale del territorio delle Steppe era allo stesso tempo il comandante delle truppe del distretto militare di Omsk e il capo ataman dell'esercito cosacco siberiano.
Nel 1899, l'oblast' di Semireč'e fu restituita al Governo generale del Turkestan.

## Amministrazione

### Governatori generali[2]
| Nome                              | Titolo / Grado                 | Durata della posizione           |
| --------------------------------- | ------------------------------ | -------------------------------- |
| Kolpakovsky Gerasim Alekseevich   | Generale di fanteria           | 25 maggio 1882 - 24 ottobre 1889 |
| Taube Maxim Antonovich            | Barone, generale di cavalleria | 24/10/1889 - 05/07/1900          |
| Sukhotin Nikolai Nikolaevich      | Tenente generale               | 14/04/1901 - 25/04/1906          |
| Nadarov Ivan Pavlovich            | Generale di cavalleria         | 25/04/1906 - 08/06/1908          |
| Shmit Evgeny Ottovich             | Generale di cavalleria         | 08/06/1908 - 24/05/1915          |
| Sukhomlinov Nikolai Alexandrovich | Tenente generale               | 24/05/1915 - 01/03/1917?         |

### Commissario del Governo Provvisorio per il Territorio delle Steppe
| Nome                           | Mandato                       | Durata della posizione |
| ------------------------------ | ----------------------------- | ---------------------- |
| Novoselov Aleksandr Efremovich | Socialisti Rivoluzionari (SR) | 3.08.1917 - 20.09.1918 |